# DFB-Pokal 1998/99
DFB-Pokalsieger 1999 war Werder Bremen. Im Endspiel im Olympiastadion Berlin siegte Werder Bremen am 12. Juni 1999 6:5 nach Elfmeterschießen gegen den Titelverteidiger FC Bayern München. Nach regulärer Spielzeit und Verlängerung stand es 1:1. Am 26. Mai 1999 hatte der FC Bayern bereits das Endspiel in der UEFA Champions League gegen Manchester United in Barcelona mit 1:2 verloren. Soeben Deutscher Meister geworden, musste der vermeintliche Favorit Bayern München zum Saisonabschluss auch das DFB-Pokal-Endspiel im Elfmeterschießen verloren geben. Werder Bremen, das zuvor nur knapp den Abstieg vermieden hatte, und das mit dem gerade installierten Trainer Thomas Schaaf antrat, erzwang ein offenes Spiel. Bremens Torhüter Frank Rost, der bereits in der regulären Spielzeit einige Bälle abwehrte, traf im Elfmeterschießen nach jeweils fünf Schüssen und hielt direkt anschließend den Schuss von Lothar Matthäus, wodurch die Entscheidung zugunsten Bremens fiel. Zuvor hatte Stefan Effenberg über das Tor geschossen. Lothar Matthäus ist damit der bisher einzige Spieler der zweimal im Elfmeterschießen eines DFB-Pokal-Endspiels verschoss. Für Oliver Kahn war es das einzige DFB-Pokal-Finale, das er verlor.
Durch die Abschaffung des Europapokals der Pokalsieger mit Ablauf der Saison 1998/99 nahm Pokalsieger Werder am UEFA-Pokal 1999/2000 teil und erreichte als bester deutscher Vertreter das Viertelfinale, in dem gegen den FC Arsenal das Aus kam.

## 1. Hauptrunde
| Datum                    |                            | Ergebnis              |                          |
| ------------------------ | -------------------------- | --------------------- | ------------------------ |
| Fr 28.08.1998, 17:30 Uhr | SV Schalding-Heining       | 10:1 1                | SpVgg Unterhaching       |
| Fr 28.08.1998, 17:30 Uhr | Eisbachtaler Sportfreunde  | 1:0 n. V.             | FC Gütersloh             |
| Fr 28.08.1998, 18:00 Uhr | Karlsruher SC              | 3:4                   | VfL Wolfsburg            |
| Fr 28.08.1998, 18:00 Uhr | 1. FC Saarbrücken          | 1:1 n. V. (1:3 i. E.) | Borussia Dortmund        |
| Fr 28.08.1998, 19:00 Uhr | FC St. Pauli Am.           | 0:5                   | Bayer 04 Leverkusen      |
| Fr 28.08.1998, 19:00 Uhr | Hansa Rostock Am.          | 0:3                   | MSV Duisburg             |
| Fr 28.08.1998, 19:00 Uhr | Tennis Borussia Berlin     | 1:0                   | Hannover 96              |
| Fr 28.08.1998, 19:30 Uhr | Kickers Offenbach          | 0:1                   | SG Wattenscheid 09       |
| Sa 29.08.1998, 15:30 Uhr | SC Fortuna Köln            | 1:3                   | 1. FC Kaiserslautern     |
| Sa 29.08.1998, 15:30 Uhr | Chemnitzer FC              | 1:2                   | SC Freiburg              |
| Sa 29.08.1998, 15:30 Uhr | Bayer 04 Leverkusen Am.    | 1:2 n. V.             | Werder Bremen            |
| Sa 29.08.1998, 15:30 Uhr | VfB Lübeck                 | 1:2                   | VfB Stuttgart            |
| Sa 29.08.1998, 15:30 Uhr | VfB Leipzig                | 2:4 n. V.             | TSV 1860 München         |
| Sa 29.08.1998, 15:30 Uhr | FC Denzlingen              | 0:3                   | Hamburger SV             |
| Sa 29.08.1998, 15:30 Uhr | SV Waldhof Mannheim        | 1:5                   | Borussia Mönchengladbach |
| Sa 29.08.1998, 15:30 Uhr | Energie Cottbus Am.        | 0:1                   | SpVgg Greuther Fürth     |
| Sa 29.08.1998, 15:30 Uhr | Werder Bremen Am.          | 0:1                   | Rot-Weiß Oberhausen      |
| Sa 29.08.1998, 15:30 Uhr | Sportfreunde Dorfmerkingen | 0:3                   | Stuttgarter Kickers      |
| Sa 29.08.1998, 15:30 Uhr | SG Hoechst                 | 1:2                   | Energie Cottbus          |
| Sa 29.08.1998, 15:30 Uhr | SV Straelen                | 4:7                   | Fortuna Düsseldorf       |
| Sa 29.08.1998, 15:30 Uhr | Sportfreunde Siegen        | 3:1 n. V.             | 1. FSV Mainz 05          |
| Sa 29.08.1998, 15:30 Uhr | FC Carl Zeiss Jena         | 1:0                   | SSV Ulm 1846             |
| Sa 29.08.1998, 15:30 Uhr | SC Idar-Oberstein          | 0:1                   | Arminia Bielefeld        |
| Sa 29.08.1998, 17:00 Uhr | 1. FC Magdeburg            | 1:2                   | KFC Uerdingen 05         |
| Sa 29.08.1998, 18:30 Uhr | VfB Lichterfelde           | 0:6                   | FC Schalke 04            |
| Sa 29.08.1998, 19:00 Uhr | VfL Osnabrück              | 0:2                   | 1. FC Nürnberg           |
| So 30.08.1998, 14:30 Uhr | SG Post/Süd Regensburg     | 0:2                   | Hertha BSC               |
| So 30.08.1998, 15:00 Uhr | FSV Zwickau                | 2:5                   | VfL Bochum               |
| So 30.08.1998, 15:00 Uhr | Rot-Weiß Erfurt            | 1:6                   | Eintracht Frankfurt      |
| So 30.08.1998, 15:00 Uhr | LR Ahlen                   | 0:5                   | FC Bayern München        |
| So 30.08.1998, 15:00 Uhr | SV Meppen                  | 0:1                   | FC St. Pauli             |
| So 30.08.1998, 21:00 Uhr | 1. FC Köln                 | 0:1                   | Hansa Rostock            |

## 2. Hauptrunde
| Datum                    |                         | Ergebnis              |                          |
| ------------------------ | ----------------------- | --------------------- | ------------------------ |
| Do 17.09.1998, 18:00 Uhr | Energie Cottbus         | 2:4                   | Borussia Mönchengladbach |
| Do 17.09.1998, 18:00 Uhr | Hamburger SV            | 4:0                   | SpVgg Unterhaching       |
| Di 22.09.1998, 16:30 Uhr | Sportfreunde Eisbachtal | 1:4                   | Rot-Weiß Oberhausen      |
| Di 22.09.1998, 18:00 Uhr | Tennis-Borussia Berlin  | 4:2                   | Stuttgarter Kickers      |
| Di 22.09.1998, 19:30 Uhr | Werder Bremen           | 3:2                   | Hansa Rostock            |
| Di 22.09.1998, 19:30 Uhr | 1. FC Kaiserslautern    | 1:1 n. V. (4:5 i. E.) | VfL Bochum               |
| Di 22.09.1998, 19:30 Uhr | Bayer 04 Leverkusen     | 1:1 n. V. (3:4 i. E.) | Hertha BSC               |
| Di 22.09.1998, 19:30 Uhr | VfB Stuttgart           | 3:2                   | Eintracht Frankfurt      |
| Di 22.09.1998, 19:30 Uhr | Fortuna Düsseldorf      | 2:1                   | TSV 1860 München         |
| Di 22.09.1998, 19:30 Uhr | Arminia Bielefeld       | 2:1                   | SG Wattenscheid 09       |
| Mi 23.09.1998, 16:30 Uhr | Sportfreunde Siegen     | 1:0                   | SC Freiburg              |
| Mi 23.09.1998, 19:00 Uhr | FC Carl Zeiss Jena      | 1:2                   | MSV Duisburg             |
| Mi 23.09.1998, 19:30 Uhr | VfL Wolfsburg           | 3:0 n. V.             | 1. FC Nürnberg           |
| Mi 23.09.1998, 19:30 Uhr | SpVgg Greuther Fürth    | 0:0 n. V. (3:4 i. E.) | FC Bayern München        |
| Mi 23.09.1998, 19:30 Uhr | KFC Uerdingen 05        | 1:1 n. V. (5:4 i. E.) | FC St. Pauli             |
| Mi 23.09.1998, 20:30 Uhr | Borussia Dortmund       | 1:0 n. V.             | FC Schalke 04            |

## Achtelfinale
| Datum                    |                        | Ergebnis              |                          |
| ------------------------ | ---------------------- | --------------------- | ------------------------ |
| Di 27.10.1998, 19:30 Uhr | VfB Stuttgart          | 3:1                   | Borussia Dortmund        |
| Di 27.10.1998, 19:30 Uhr | VfL Bochum             | 0:1                   | Borussia Mönchengladbach |
| Di 27.10.1998, 19:30 Uhr | VfL Wolfsburg          | 3:1                   | Arminia Bielefeld        |
| Di 27.10.1998, 19:30 Uhr | Rot-Weiß Oberhausen    | 3:3 n. V. (4:3 i. E.) | Hamburger SV             |
| Mi 28.10.1998, 19:30 Uhr | Tennis Borussia Berlin | 4:2                   | Hertha BSC               |
| Mi 28.10.1998, 19:30 Uhr | Werder Bremen          | 3:2                   | Fortuna Düsseldorf       |
| Mi 28.10.1998, 20:30 Uhr | MSV Duisburg           | 2:4                   | FC Bayern München        |
| Di 03.11.1998, 14:30 Uhr | Sportfreunde Siegen    | 1:0                   | KFC Uerdingen 05         |

## Viertelfinale
| Datum                    |                     | Ergebnis  |                          |
| ------------------------ | ------------------- | --------- | ------------------------ |
| Di 01.12.1998, 19:30 Uhr | FC Bayern München   | 3:0       | VfB Stuttgart            |
| Mi 02.12.1998, 13:30 Uhr | Sportfreunde Siegen | 1:3       | VfL Wolfsburg            |
| Mi 02.12.1998, 19:30 Uhr | Rot-Weiß Oberhausen | 2:0       | Borussia Mönchengladbach |
| Mi 02.12.1998, 19:30 Uhr | Werder Bremen       | 2:1 n. V. | Tennis Borussia Berlin   |

## Halbfinale
| Datum                    |                     | Ergebnis |                   |
| ------------------------ | ------------------- | -------- | ----------------- |
| Di 09.03.1999, 19:00 Uhr | Rot-Weiß Oberhausen | 11:3 2   | FC Bayern München |
| Mi 10.03.1999, 20:30 Uhr | VfL Wolfsburg       | 0:1      | Werder Bremen     |

## Finale
| Paarung           | Werder Bremen – FC Bayern München |
| Ergebnis          | 1:1 n. V. (1:1, 1:1), 5:4 i. E. |
| Datum             | 12. Juni 1999 um 19:30 Uhr |
| Stadion           | Olympiastadion, Berlin |
| Zuschauer         | 75.841 (ausverkauft) |
| Schiedsrichter    | Jürgen Aust (Köln) |
| Tore              | 1:0 Maximow (3.) 1:1 Jancker (45.) Elfmeterschießen: 1:0 Bode 1:1 Salihamidžić Kahn hält gegen Todt 1:2 Daei 2:2 Bogdanovic 2:3 Tarnat 3:3 Wicky 3:4 Jancker 4:4 Eilts Effenberg schießt über das Tor 5:4 Rost Rost hält gegen Matthäus                               |
| Werder Bremen     | Frank Rost – Bernhard Trares – Jens Todt, Raphael Wicky – Dieter Eilts, Christoph Dabrowski (69. Rade Bogdanović), Jurij Maximow, Andree Wiedener – Andreas Herzog (45. Paweł Wojtala) – Torsten Frings, Marco Bode Cheftrainer: Thomas Schaaf                        |
| FC Bayern München | Oliver Kahn – Lothar Matthäus – Thomas Linke, Samuel Kuffour (37. Ali Daei) – Markus Babbel, Jens Jeremies (57. Thorsten Fink), Stefan Effenberg, Michael Tarnat – Mario Basler, Carsten Jancker, Mehmet Scholl (84. Hasan Salihamidžić) Cheftrainer: Ottmar Hitzfeld |
| Gelbe Karten      | Rost, Trares, Wicky – Jancker, Effenberg |
| Platzverweise     | keine – Basler (114.) |